# Viktor Siďak
Viktor Alexandrovič Siďak (* 24. listopadu 1943 Anžero-Sudžensk, Sovětský svaz) je bývalý sovětský sportovní šermíř, který se specializoval na šerm šavlí.
Sovětský svaz reprezentoval v šedesátých a sedmdesátých letech. Původně zastupoval lvovskou šermířskou školu, která spadala pod Ukrajinskou SSR, ale po olympijských hrách 1968 se nechal zlákat do nově budovaného centra vrcholového sportu v Minsku a zastupoval Běloruskou SSR. Na olympijských hrách startoval v roce 1968, 1972, 1976 a 1980 v soutěži jednotlivců a družstev. V soutěži jednotlivců získal v roce 1972 zlatou a v roce 1976 bronzovou olympijskou medaili. V roce 1969 získal titul mistra světa v soutěži jednotlivců. Se sovětským družstvem šavlistů vybojoval tři zlaté (1968, 1976, 1980) a jednu stříbrnou (1972) olympijskou medaili a s družstvem vybojoval šest titulů mistra světa v roce 1969, 1970, 1971, 1974, 1975, a 1979.